# Церово (Гросуплє)
Церово (словен. Cerovo) — поселення в общині Гросуплє, Осреднєсловенський регіон, Словенія. Висота над рівнем моря: 377,2 м.